# Sam Wood
Samuel Grosvenor (Sam) Wood (Philadelphia, 10 juli 1883 – Hollywood, 22 september 1949) was een Amerikaans filmregisseur.

## Levensloop
Sam Wood was aanvankelijk een makelaar. Hij begon zijn carrière in het rolprentwezen als acteur. Vanaf 1915 werd hij regieassistent van Cecil B. DeMille. Als zelfstandig regisseur debuteerde hij in 1919. In de jaren 20 werkte hij samen met de belangrijkste acteurs van Paramount, zoals Gloria Swanson en Wallace Reid. Vanaf 1927 ging hij werken voor MGM. Daar regisseerde hij films met Marion Davies, Clark Gable en Marie Dressler. In 1940 draaide hij Kitty Foyle. Actrice Ginger Rogers won een Oscar voor haar rol in deze film.
Van 1908 tot aan zijn dood was Wood getrouwd met Clara L. Roush. In 1949 stierf hij aan een hartaanval.

## Filmografie
- 1920: Double Speed
- 1920: Excuse My Dust
- 1920: The Dancin' Fool
- 1920: Sick Abed
- 1920: What's Your Hurry?
- 1920: A City Sparrow
- 1920: Her Beloved Villain
- 1920: Her First Elopement
- 1920: The Snob
- 1921: Peck's Bad Boy
- 1921: The Great Moment
- 1921: Under the Lash
- 1921: Don't Tell Everything
- 1922: Her Husband's Trademark
- 1922: Her Gilded Cage
- 1922: Beyond the Rocks
- 1922: The Impossible Mrs. Bellew
- 1922: My American Wife
- 1923: Prodigal Daughters
- 1923: Bluebeard's Eighth Wife
- 1923: His Children's Children
- 1924: The Next Corner
- 1924: Bluff
- 1924: The Female
- 1924: The Mine with the Iron Door
- 1925: The Re-Creation of Brian Kent
- 1926: Fascinating Youth
- 1926: One Minute to Play
- 1927: Rookies
- 1927: A Racing Romeo
- 1927: The Fair Co-Ed
- 1928: The Latest from Paris
- 1928: Telling the World
- 1929: So This Is College
- 1929: It's a Great Life
- 1930: They Learned About Women
- 1930: The Girl Said No
- 1930: The Sins of the Children
- 1930: Way for a Sailor
- 1930: Paid
- 1931: A Tailor Made Man
- 1931: The Man in Possession
- 1931: New Adventures of Get Rich Quick Wallingford
- 1931: Huddle
- 1931: Prosperity
- 1933: The Barbarian
- 1933: Hold Your Man
- 1933: Christopher Bean
- 1934: Stamboul Quest
- 1935: Let 'em Have It
- 1935: A Night at the Opera
- 1935: Whipsaw
- 1936: The Unguarded Hour
- 1937: A Day at the Races
- 1937: Madame X
- 1937: Navy Blue and Gold
- 1938: Lord Jeff
- 1938: Stablemates
- 1939: Goodbye, Mr. Chips
- 1939: Raffles
- 1939: Gone with the Wind (samen met Victor Fleming en George Cukor)
- 1940: Our Town
- 1940: Rangers of Fortune
- 1940: Kitty Foyle
- 1941: The Devil and Miss Jones
- 1941: Kings Row
- 1942: The Pride of the Yankees
- 1943: For Whom the Bell Tolls
- 1944: Casanova Brown
- 1945: Guest Wife
- 1945: Saratoga Trunk
- 1946: Heartbeat
- 1947: Ivy
- 1948: Command Decision
- 1949: The Stratton Story
- 1950: Ambush